# Su Xinyue
Su Xinyue, född 8 november 1991, är en friidrottare från Kina. Hon deltog vid olympiska sommarspelen 2016 och olympiska sommarspelen 2020.